# Unterseeboot 367
Le Unterseeboot 367 (ou U-367) est un sous-marin allemand (U-Boot) de type VII.C utilisé par la Kriegsmarine (marine de guerre allemande) pendant la Seconde Guerre mondiale.

## Construction
L'U-367 est un sous-marin océanique de type VII C. Construit dans les chantiers de Flensburger Schiffbau-Gesellschaft à Flensbourg, la quille du U-367 est posée le 6 juillet 1942 et il est lancé le 11 juin 1943. L'U-367 entre en service deux mois et demi plus tard.

## Historique
Mis en service le 27 août 1943, l'Unterseeboot 367 reçoit sa formation de base sous les ordres du Leutnant zur See Ulrich Hammer à Danzig dans la 23. Unterseebootsflottille jusqu'au 29 février 1944, puis l'U-367 intègre une autre unité d'entrainement dans la 31. Unterseebootsflottille à Hambourg, port qu'il ne rejoindra jamais.
L'U-367 n'a pas réalisé de patrouille de guerre, étant utilisé pour la formation et l'entrainement des membres d'équipage des U-Boote.
Le 1er octobre 1943, le Leutnant zur See Ulrich Hammer est promu au grade de Oberleutnant zur See.
Le 6 janvier 1944, l'Oberleutnant zur See Klaus Becker prend le commandement de l'U-367.
Le 16 mars 1945, l'Unterseeboot 367, commandé depuis début mars 1944 par l'Oberleutnant zur See Hasso Stegemann, est coulé dans la Mer Baltique près de Hel en Pologne à la position géographique de 54° 25′ N, 18° 50′ E après avoir heurté une mine marine mouillée trois jours plus tôt par le sous-marin soviétique 'L-21. 
Les quarante-trois membres d'équipage meurent dans ce naufrage.

## Affectations successives
- 23. Unterseebootsflottille à Danzig du 27 août 1943 au 19 février 1945 (navire-école)
- 31. Unterseebootsflottille à Hambourg du 20 février au 16 mars 1945 (entrainement)

## Commandement
- Leutnant zur See, puis Oberleutnant zur See Ulrich Hammer du 27 août 1943 au 5 janvier 1944
- Oberleutnant zur See Klaus Becker du 6 janvier à mars 1944
- Oberleutnant zur See Hasso Stegemann de mars 1944 au 16 mars 1945

## Patrouilles
L'U-367 n'a pas effectué de patrouille étant utilisé à des fins de formations pour les membres d'équipage.

### Opérations Wolfpack
L'U-367 n'a pas opéré avec les Wolfpacks (meute de loups) durant sa carrière opérationnelle.

## Navires coulés
L'Unterseeboot 367 n'a ni coulé, ni endommagé de navire ennemi, n'ayant participé à aucune patrouille.

### Source et bibliographie
- (en) Cet article est partiellement ou en totalité issu de l’article de Wikipédia en anglais intitulé « German submarine U-367 » (voir la liste des auteurs).
- Chris Bishop, historien militaire (trad. de l'anglais par Christian Muguet), Les sous-marins de la Kriegsmarine : 1939-1945 : le guide d'identification des sous-marins [« The spellmount submarine identification guide : Kriegsmarine U-boats 1939-1945 »], Paris, Éd. de Lodi, 2008, 192 p. (ISBN 978-2-84690-327-1, OCLC 470721805, BNF 41298980)